# Appletiser
Appletiser, mot construït com a joc de paraules des de "appetizer" (aperitiu en anglés) és un suc de fruita espumós creat mesclant suc de fruita amb aigua carbonatada. Va ser creat el 1966 a Elgin Valley, Cap Occidental, Sud-àfrica, per l'immigrant franco-italià Edmond Lombardi. Per a l'exportació i fora de temporada, el suc es concentra extraient l'aroma i l'aigua. El concentrat es pot emmagatzemar llavors en cambres frigorífiques. A Sud-àfrica, el suc es filtra i després s'embotella immediatament, sense afegir aigua. El concentrat es pot convertir llavors en suc afegint l'aigua i l'aroma concentrat en les ràtios originals.
El 1966, Edmond Lombardi va començar a crear el seu suc de fruita brillant, Appletiser, barrejant el suc de fruita amb aigua carbonatada. El negoci tenia la seu a la vall d'Elgin del Cap Occidental, Sud-àfrica. Les exportacions van començar el 1969 a dos arxipèlags: les Illes Canàries (Espanya) i el Japó. El 2016, la marca Appletiser va ser venuda a la Coca-Cola.